# Juan Diego Ruiz
Juan Diego Ruiz Castillo (Puntarenas, 1 de mayo de 1991) es un futbolista costarricense. Se desempeña como mediocampista en el Municipal Garabito.

## Carrera
| Club            | País       | Año             |
| --------------- | ---------- | --------------- |
| Puntarenas FC   | Costa Rica | 2010 - 2012     |
| Limon FC        | Costa Rica | 2012 - 2015     |
| Jicaral Sercoba | Costa Rica | 2015 - 2016     |
| Carmelita       | Costa Rica | 2016 - Presente |